# 陸森寶
陸森寶（1910年11月2日—1988年3月26日），本名巴利瓦克斯.勒拉，日本名森寶一郎，出身於臺東縣卑南鄉的卑南族音樂歌謠作曲家及教育家，有「卑南族音樂靈魂」之稱。金曲獎得主陳建年為陸森寶的外孫。

## 生平

### 姓名
bali在卑南語中是「風」的意思，Baliwakes則有「旋風」之意；他自小至畢業於臺南師範學校返回臺東擔任教師時皆使用該名。
1939年（昭和14年），臺東廳政府為紀念日本建國二千六百年而計畫推行境內原住民族改名；1943年（昭和18年），臺灣原住民族全數被要求改名日本姓名，他也改名為森寶一郎。
1946年，中華民國行政院公布《修正台灣省人民回復原有姓名辦法》，臺灣原住民族全數被要求改名漢氏姓名；他從此開始使用漢名陸森寶。

### 早年生活
1910年，Baliwakes出生於臺東卑南社。他的母親名叫biyin，他的父親名叫aredapas；他的父親來自raera氏族。
1921年，他一邊放牧牛隻一邊參加卑南蕃人公學校專為升學考試而開辦的輔導課，並與二姐inalran（漢名陸秀蘭）一同到臺東市區賣菜賺錢。
1922年，他進入部落少年會所（卑南語：trakuban）並第一次參加猴祭。

### 求學時期
1923年前後，他考進臺東公學校插班四年級。
他曾就讀於卑南蕃人公學校（今臺東縣臺東市南王國民小學），後轉至臺東公學校（今國立臺東大學附設實驗國民小學）就讀五、六年級與兩年高等科。畢業於臺東公學校後，他考上臺南師範學校（今國立臺南大學）；就讀期間，他曾獲得全臺師範鋼琴比賽冠軍，並在秩父宮雍仁親王至臺南訪問時代表所有中等學校以鋼琴演奏迎賓；此外，他還在運動方面連續多次打破自己所保持的臺灣中等學校400、800、1500公尺競跑大會紀錄，也利用假期參與文化記錄及探查工作。

### 教職生涯
他在畢業於臺南師範學校後回到臺東，先後任教於臺東新港公學校（今臺東縣成功鎮三民國民小學）、寧埔公學校（今臺東縣長濱鄉寧埔國民小學）及小湊國校（今臺東縣成功鎮忠孝國民小學）。
1939年，他與同是卑南族人的陸夏蓮結婚，並在其後擔任富岡國校（今臺東縣臺東市富岡國民小學）的校長。         
1947年，他進入臺東縣立初級農校（今國立臺東專科學校）教授音樂及體育課程；1949年前後，他在該校自教職退休。     

### 晚年
他在退休後開始專心致力於創作卑南音樂，並積極參與當地教會事務及農務。
1988年3月22日，他前往臺北探望他的兒子們；次日8時，他的兒子們在發現異樣後將他趕送臺北榮民總醫院急救，此後，他持續處於昏迷狀態；25日，他被送回臺東，並在26日凌晨與世長辭。

### 創作生涯
他自1940年代起即陸續寫作近三十首以卑南母語創作或譯作的歌曲。
他期望藉部落族人由歌曲傳唱可以永遠記得祖先的事蹟與恩澤；對於部落族人而言，他的創作是親情與關懷的流露，也是族人生活的寫照。
他在逝世前一個星期還在自家書房白板上寫作歌曲；過世後，該首「最後遺作」由他的二女婿陳光榮抄寫整理並命名為《懷念年祭》。

## 作品
- 《卑南山》（penansan）（1949年）
- 《散步歌》（1953年）
- 《頌祭祖先》（1957年）
- 《美麗的稻穗》（1958年）
- 《思故鄉》（1958年）
- 《優美的普悠瑪青年》（1958年）
- 《再見大家》（1961年）
- 《祝福歌》（1961年）
- 《天主羔羊》（1963年）
- 《上主垂憐》（1963年）
- 《卑南王》（1970年）
- 《南王互助社歌》（1970年）
- 《蘭嶼之戀》（1971年）
- 《神職晉鐸》（1972年）
- 《海祭》（1985年）
- 《懷念年祭》（1988年）[5][6][10]

## 相關人物
- 陳實
- 高一生

## 外部連結
- 臺灣音樂群像 陸森寶 （页面存档备份，存于）
- 陸森寶於惜別晚會的留言及歌聲 （页面存档备份，存于）